# Architektura barokowa we Flandrii

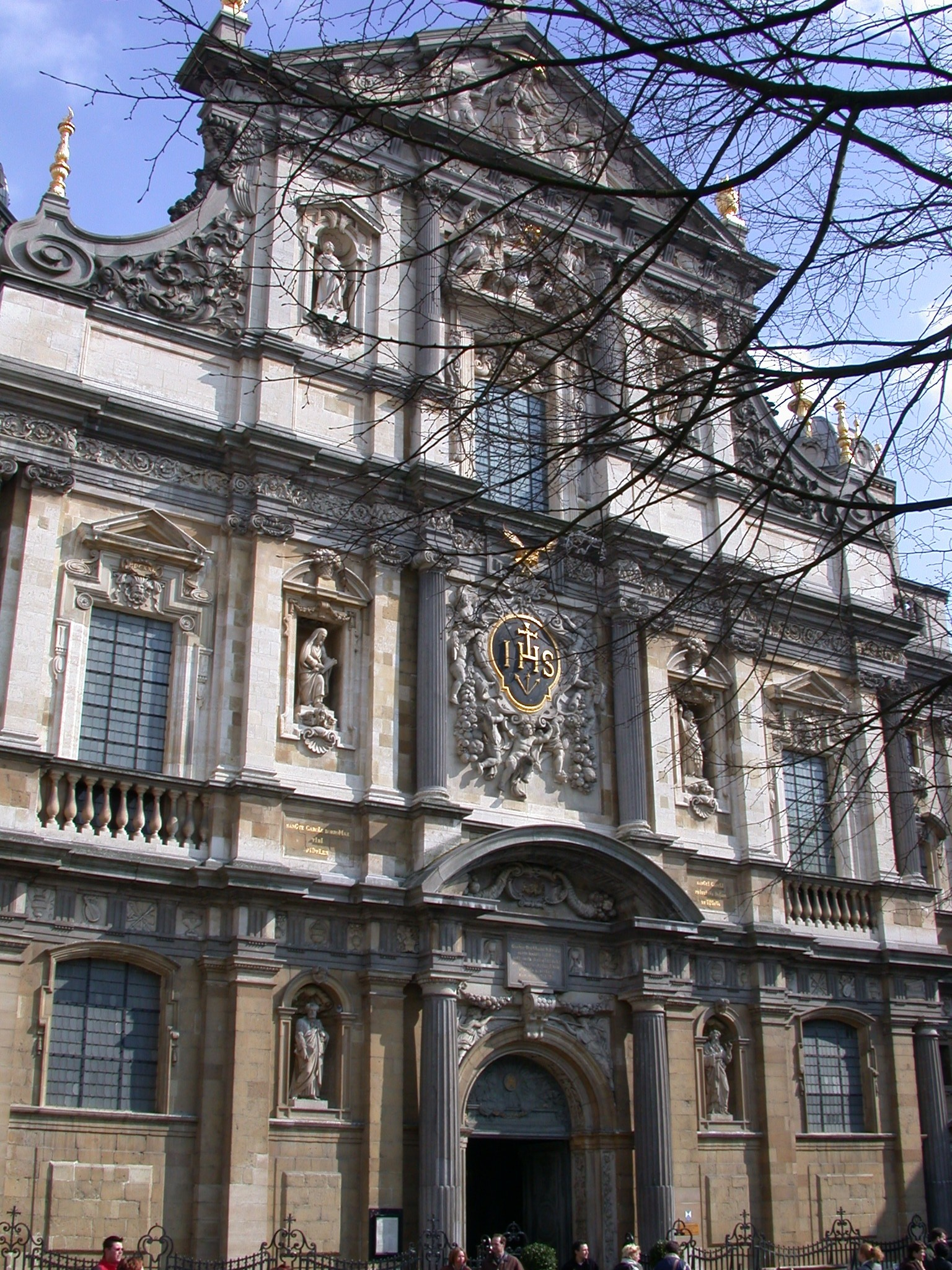
Fasada kościoła św. Karola Boromeusza w Antwerpii

Po podziale Niderlandów na niepodległą, położoną na północy, Republikę Zjednoczonych Prowincji i Niderlandy Południowe zależne od dworu Habsburgów utrwaliły się różnice w kształtowaniu się architektury na tym terenie Europy. Na jej odmienność ma także wpływ podział społeczeństwa na katolickie południe i protestancką północ. Po podziale Niderlandów na północy kształtuje się sztuka holenderska a na południu flamandzka.
Architektura flamandzka wyrosła z gotyckich i renesansowych tradycji niderlandzkich. Rozwinęła się pod wpływem włoskiego baroku i renesansu dekoracyjnego. Widoczne jest także oddziaływanie zdobnictwa hiszpańskiego i francuskiego rokoko.
W architekturze dominuje budownictwo sakralne. Są to przeważnie trójnawowe kościoły w układzie podłużnym. W budownictwie świeckim raczej kontynuowane są tradycje renesansu. Największy rozkwit przeżywa architektura mieszczańska. Są to zazwyczaj domy cechowe o spokojnych elewacjach o wyraźnym podziale i bogatej dekoracji rzeźbiarskiej. Do najciekawszych należą budynki w Brukseli.
Wśród architektów największe znaczenie osiągnęli:
- Peter Huyssens – projektant jezuickiego kościoła św. Karola Boromeusza w Antwerpii (1614–1621) zrealizowany wraz z Fraçois Aguillonem
- Jacob Francart (Jacques Francquart) – twórca rozebranego w ok. 1812 r. kościoła jezuitów w Brukseli (ok. 1606), kościoła Augustianów w Brukseli (1621) i Beginek w Mechelen. W swoich prachach wzoruje się na wczesnym baroku rzymskim łącząc go z miejscowymi tradycjami architektury gotyckiej
- Wenceslas Coebergher (Wenzel Coebergher) - malarz i architekt, projektant kościoła Notre-Dame w Scherpenheuvel (Montaigu), budowli o układzie centralnym zwieńczonego kopułą (1609–1621); kościoła św. Augustyna w Antwerpii (1615)
- Lucas Faydherbe - rzeźbiarz i architekt, projektant kościoła NPMarii w Mechelen powstałego z przebudowy romańskiej budowli. W 1663 r. W środkową część bazyliki wkomponował kolistą nawę zwieńczoną kopułą (kościół Onze-Lieve-Vrouw van Hanswijk)

Swój udział w architekturze miał także Rubens. Jego prywatny dom został zaprojektowany przez samego malarza. Zaprojektował wnętrze i współtworzył fasadę jezuickiego kościoła św. Karola Boromeusza.